# Мизан Зайнал Абидин
Дули Янг Маха Мулиа Аль-Ватику Билла Туанку Мизан Зайнал Абидин ибни аль-Мархум Султан Махмуд аль-Муктафи Билла Шах (род. 22 января 1962, Куала-Тренгану) — малайзийский государственный деятель, был Верховным правителем Малайзии с 2006 года по 2011, султан малайзийского султаната Тренгану.

## Биография
15 мая 1998, после кончины своего отца султана Махмуда аль-Муктафи Билла Шаха Мизан Зайнал Абидин занял пост султана Тренгану, коронован он был 4 марта 1999. На момент своего вступления на престол был самым молодым монархом в Малайзии. Через два года после этого он занял пост Тимбалан Янг ди-Пертуан Агонга (Заместителя Верховного правителя) Малайзии и занимал этот пост в течение пяти лет. 13 декабря 2006 занял пост Верховного правителя (Янг ди-Пертуан Агонга) Малайзии вместо раджи Перлиса Сайед Сираджуддина, формально инаугурирован 26 апреля 2007. В течение пяти лет занимал этот пост. Первый правитель Малайзии, который родился после получения независимости этой страной. Фельдмаршал малайзийской армии, адмирал флота и маршал ВВС.

## Награды
В честь него назван стадион в Куала-Тренгану. В столице Малайзии больница носит его имя.
Имеет ряд государственных наград: Малайзии, Тренгану, других штатов Малайзии, Чили, Брунея, Франции, Индонезии, Катара и Таиланда.